# 내짝남X날짝남
《내짝남X날짝남》은 대한민국의 웹드라마이다.

## 줄거리
나랑 자고 잠수 탄 남사친, 차은환이 스타가 되어 돌아왔다!? 흔들리기 시작하는 해린. 그런 두 사람 사이에 새롭게 등장한 직진 연하남 지우진까지! 캠퍼스에서 펼쳐지는 청춘 삼각 로맨스, 당신의 선택은?

## 등장 인물

### 주요 인물
- 공찬 : 차은환 역
- 김시경 : 유해린 역
- 안세민 : 지우진 역
- 세이 : 손민주 역
- 지원 : 박서아 역

## 참고 사항
- 2023년 9월 21일, 대본리딩 현장 사진이 공개되었다.[1]